# M. Maillard
M. Maillard war ein französischer Hersteller von Automobilen.

## Unternehmensgeschichte
Das Unternehmen M. Maillard wurde 1900 in Incheville gegründet. Im gleichen Jahr begann die Produktion von Automobilen. Der Markenname lautete Maillard. 1900 stellte das Unternehmen Automobile auf dem Pariser Automobilsalon aus. Etwa 1903 endete die Produktion. Die Société Générale de Constructions Mécaniques aus Belgien fertigte zwei Modelle in Lizenz.

## Fahrzeuge
Im Angebot standen zwei Modelle. Zunächst leisteten die Motoren 6 PS und 10 PS. Bereits 1901 wurde die Motorleistung auf 8 PS bzw. 12 PS erhöht.